# Véronique Jannot
Pour les articles homonymes, voir Jannot.
Véronique Jannot, née le 7 mai 1957 à Annecy (Haute-Savoie), est une actrice et chanteuse française.

## Biographie
Véronique Jannot débute à la télévision en 1972 dans Le Jeune Fabre de Cécile Aubry, avec Mehdi, et enchaîne au théâtre dans L’École des femmes. Après avoir tourné dans le feuilleton Paul et Virginie, elle joue dans le téléfilm Aurore et Victorien, un premier rôle en costume qui lui permet de monter à cheval pour la première fois à l'écran. Suivront ensuite trois autres feuilletons : Qui j'ose aimer d'Hervé Bazin en 1977, Les Amours sous la Révolution et Léopold le bien-aimé en 1978.
En 1979, le cinéma lui ouvre ses portes : elle joue dans Le Toubib, de Pierre Granier-Deferre, avec Alain Delon.

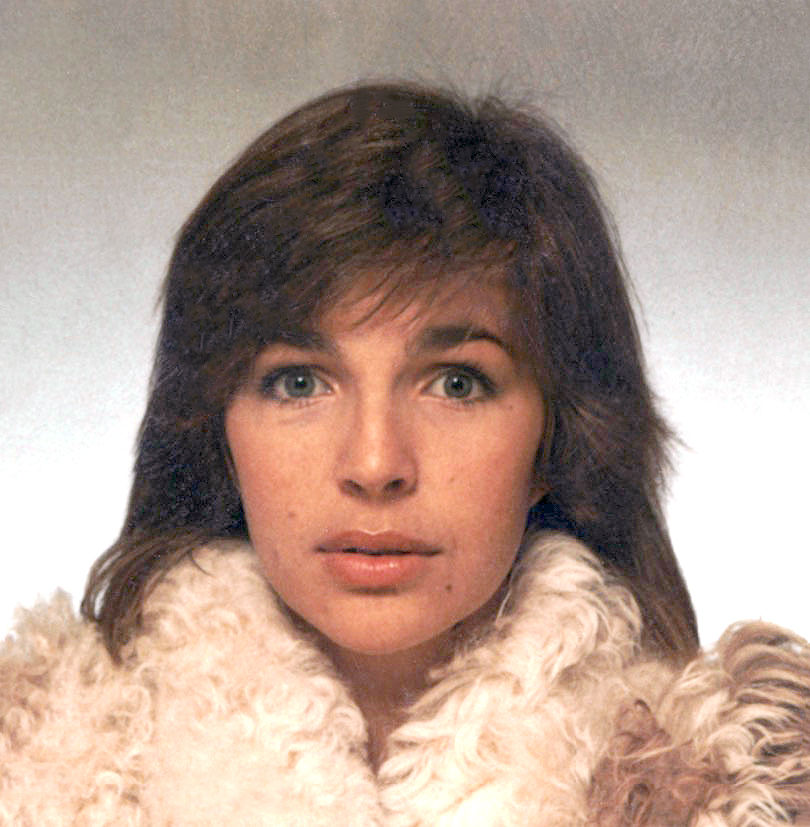
Véronique Jannot en 1980. Photo d'identité (Sacem).

En 1981, son visage est connu de toute la France : elle interprète Joëlle Mazart, l'assistante sociale de la série Pause café. Grâce à ses records d'audience, Pause café sera suivi 2 ans plus tard de Joëlle Mazart. Deuxième volet, deuxième succès. Après plusieurs films (notamment Tir Groupé avec Gérard Lanvin, Un été d'enfer avec Thierry Lhermitte, et La Dernière Image, Sélection du Festival de Cannes en 1986), elle accepte une nouvelle fois de reprendre sa série fétiche en 1988 : le troisième volet, Pause-café pause-tendresse, bat à nouveau des records d'audience.
Actrice de théâtre, de cinéma et principalement de télévision, elle a aussi enregistré plusieurs succès discographiques.

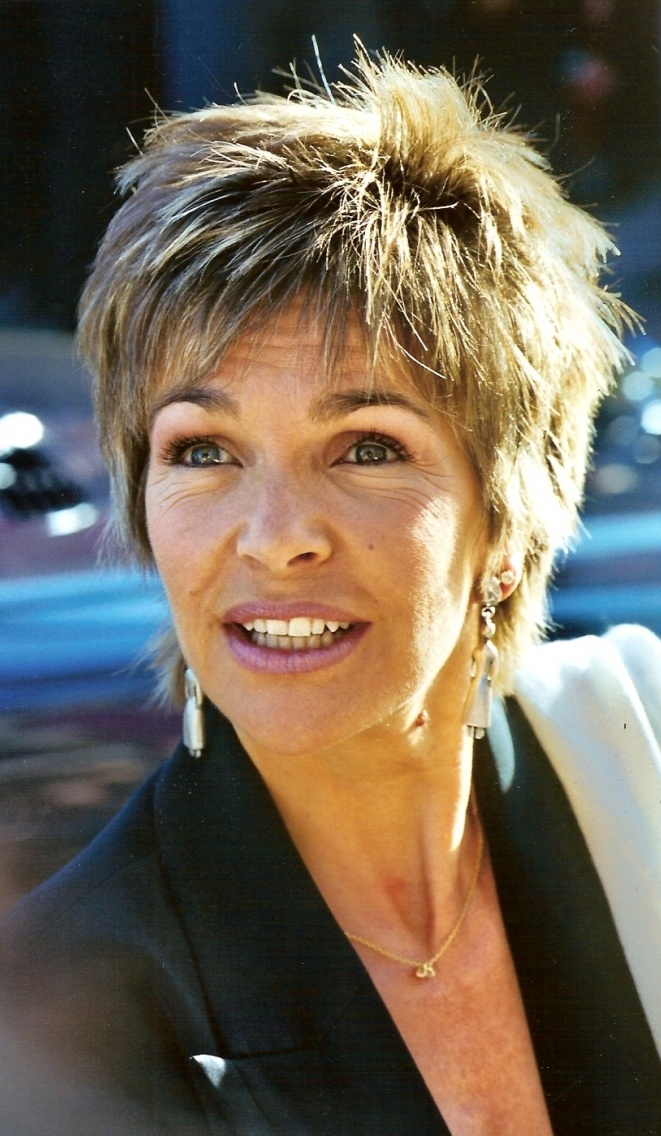
Véronique Jannot au festival de Cannes 2003.

Elle débute dans la chanson lorsque la production qui s'occupe de la série télévisée Pause café lui demande d'en enregistrer les génériques de début et de fin. Elle signe alors un contrat discographique sur le label Les Trois Oranges Bleues, distribué par Philips, où elle restera jusqu'en 1987. Son premier 45 tours comprend en face A Tous les enfants ont besoin de rêver, générique de fin de la série et en face B On entre dans la vie, générique de début de la série, dont elle écrit les paroles. Prenant goût à la chanson et aussi à l'écriture de textes, elle sort en 1982, le titre J'ai fait l'amour avec la mer, dont elle écrit le texte sur une musique de Pierre Bachelet et qui connaît un grand succès. Après un troisième 45 tours qui se vend moins, elle chante Désir, désir en duo avec Laurent Voulzy (le tube de l'été 1984), puis Si t'as pas compris en 1985 et Ma repentance en 1986 et enfin Aviateur (qui reçoit un disque d'argent en 1988). Ce 45 tours, qui est son premier à sortir chez Carrère[Lequel ?], lui permet de poursuivre sa collaboration artistique avec Laurent Voulzy, puisque c'est ce dernier qui signe la musique de la face A du disque Aviateur, sur un texte d'Alain Souchon, mais aussi celle de la face B du disque Chagrin, dont le texte est écrit par Véronique elle-même. Elle participe ensuite au collectif Pour toi Arménie, créé par Charles Aznavour, puis sort le 45 tours Mon héros préféré du générique de la série Pause-café pause-tendresse, suivi du titre rythmé Love me encore en 1989. À la suite d’un différend artistique avec Claude Carrère, elle résilie son contrat avec lui, et laisse à partir de 1990 sa carrière de chanteuse au second plan.
En 1998, elle chante L'Atlantique en duo avec Pierre Bachelet. Durant les années 1980, seules deux compilations des chansons se trouvant sur ses 45 tours sont éditées. Son premier véritable album original, intitulé Tout doux auquel participent Natasha St-Pier, Gérard Lenorman, Henri Salvador, Yannick Noah et Lim, consacré aux enfants ne sort qu'en 2012.
À partir des années 1990, elle enchaîne plusieurs films et téléfilms, dont Madame le Consul (de 1995 à 2001), Charlotte et Léa, Manège, C'est l'homme de ma vie (qui lui vaudra le 7 d'or de la meilleure comédienne télé en 1998), Docteur Claire Bellac (2001-2003) et Pardon. Elle a aussi joué au théâtre, notamment dans Pleins feux en 1991 avec Line Renaud, et dans Avis de tempête en 2004.
En 2006, elle publie son autobiographie, Trouver le chemin, qui connaît un grand succès en librairie, et tient le rôle principal de la saga de l'été de France 2, Les Secrets du volcan.
En 2009, elle est membre du jury lors du Festival international du film fantastique de Gérardmer 2009.
À l'automne 2011, elle participe à la deuxième saison de l'émission Danse avec les stars sur TF1, aux côtés du danseur Grégoire Lyonnet, et termine sixième de la compétition.

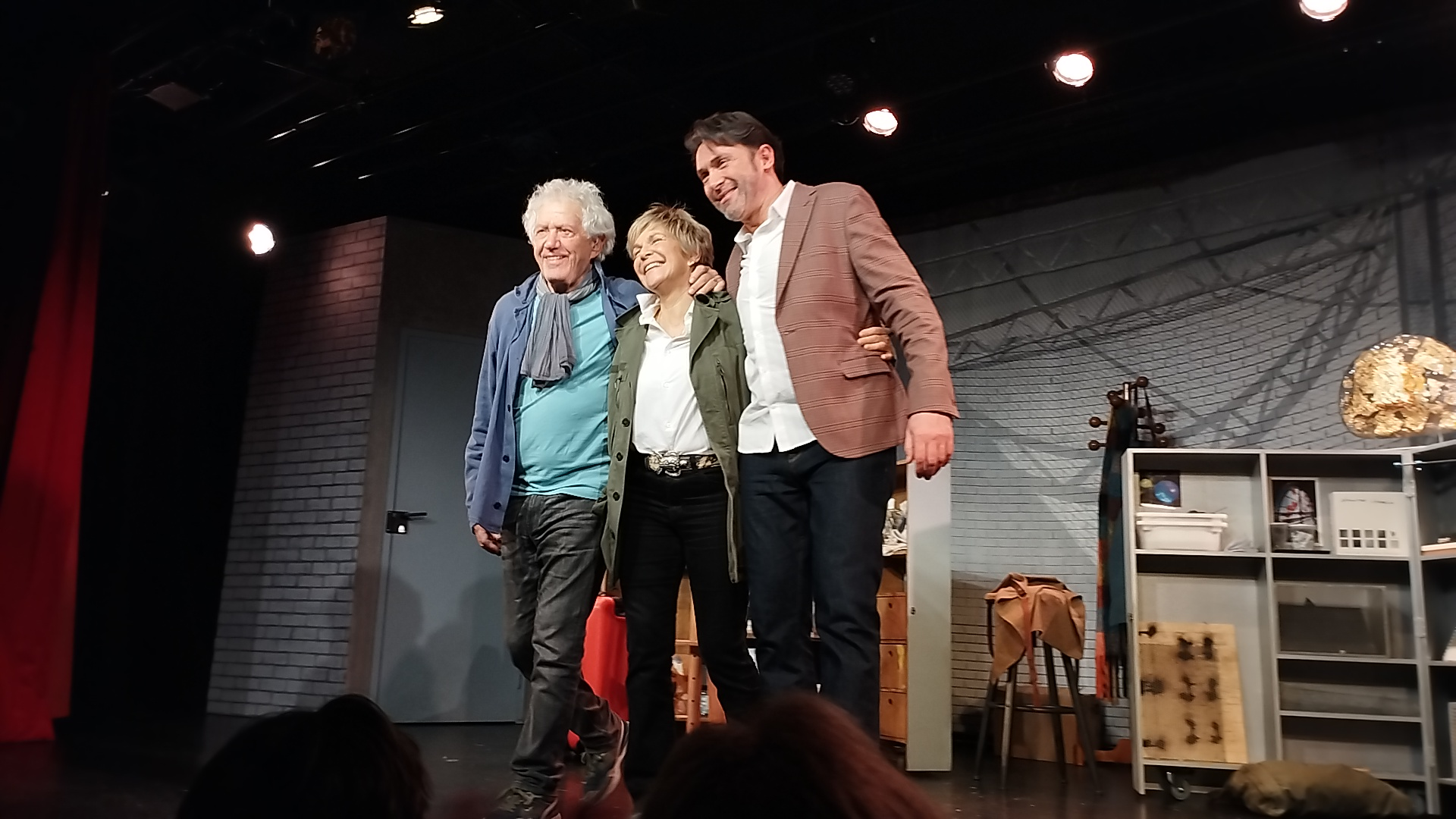
Jean-Luc Moreau, Véronique Jannot et Emmanuel Guttierez saluant le public après une représentation dUn atelier pour deux au théâtre de Passy, le 8 mai 2024.

En octobre 2022, elle annonce sur son site officiel la sortie d'un nouvel album de neuf chansons uniquement en vente sur le site à partir du 7 décembre.
Depuis 2020, elle est marraine de la revue Natives qui est le premier média grand public dédié aux peuples racines et aux racines des peuples.
En 2024, elle fait son retour au théâtre dans Un atelier pour deux mis en scène par Jean-Luc Moreau au théâtre de Passy.

### Vie privée
Alors que Véronique Jannot a vingt-deux ans et qu'elle tourne le film Le Toubib, un cancer de l'utérus lui est diagnostiqué, ce qui la conduit à recourir à une chimiothérapie qui la rendra stérile. Cela lui rendra le tournage de la deuxième saison de Pause café particulièrement cruel, car le scénario prévoit que dans son couple c'est son compagnon qui de prime abord ne veut pas d'enfant.
Après avoir été la compagne du pilote de Formule 1 Didier Pironi, qui meurt accidentellement lors d'une course de bateaux offshore en 1987, elle vit une dizaine d'années avec Laurent Voulzy.
Convertie au bouddhisme, elle milite pour la liberté au Tibet et soutient les enfants tibétains en exil, à travers l’association Graines d'Avenir. Le 29 août 2008, à l'occasion des Jeux olympiques en Chine, elle saute en parachute avec le drapeau du Tibet au-dessus du mont Saint-Michel. En 2011, elle sort une bande dessinée, Tibet, l'espoir dans l'exil, dont les bénéfices sont versés à Graines d'avenir.
Depuis 2007, elle est également marraine de l'opération Volvic-UNICEF au Niger, dans le but de construire des bornes-fontaines et de scolariser les fillettes.
Passionnée d'équitation, elle est en 2014, ambassadrice des Alltech FEI Jeux équestres mondiaux à Caen, en Normandie. Elle y a soutenu en particulier la discipline du Para-Dressage dont elle est la marraine.
En 2014, elle adopte Migmar, une jeune orpheline tibétaine rencontrée grâce à l'association « Graines d'Avenir », qu'elle a fondée en 2005.

## Filmographie

### Cinéma
- 1979 : French Postcards de Willard Huyck : Malsy
- 1979 : Le Toubib de Pierre Granier-Deferre : Harmony
- 1982 : Tir groupé de Jean-Claude Missiaen : Carine Ferrand
- 1983 : Les Voleurs de la nuit de Samuel Fuller : Isabelle
- 1984 : Un été d'enfer de Michael Schock : Elisabeth Leroy
- 1984 : Le Crime d'Ovide Plouffe de Denys Arcand : Marie
- 1986 : La Dernière Image de Mohammed Lakhdar-Hamina : Claire Boyer
- 1989 : Doux amer de Franck Apprederis : Anne Lambert

### Télévision

#### Au théâtre ce soir
- 1974 : Au théâtre ce soir : La Grande Roue de Guillaume Hanoteau, mise en scène Jacques Mauclair, réalisation Georges Folgoas, Théâtre Marigny : Nina
- 1981 : Au théâtre ce soir : Pieds nus dans le parc de Neil Simon, mise en scène Pierre Mondy, réalisation Pierre Sabbagh, Théâtre Marigny : Corie Bratter, la jeune mariée

#### Téléfilms
- 1975 : Léopold le bien-aimé : Lucienne
- 1975 : Qui j'ose aimer : Isa
- 1991 : Mademoiselle Ardel : Corine Ardel
- 1991 : L'Héritière : Valérie Belfond
- 1991 : La Mort au bout des doigts de Piernico Solinas : Catherine
- 1991 : Softwar : Nina Voronkov
- 1993 : Le Ciel pour témoin : Sophie
- 1993 : Pleins feux de Marion Sarrault : Catherine Moreau
- 1994 : Le Silence du cœur : Louise
- 1995 : L’Enfant des rues de François Luciani : Marianne
- 1995 : Charlotte et Léa de Jean-Claude Sussfeld : Charlotte
- 1995 : Une femme dans la tempête de Bertrand Van Effenterre : Catherine
- 1997 : C'est l'homme de ma vie de Pierre Lary : Martine
- 1997 : Théo et Marie : Adeline
- 1998 : Pour mon fils de Michaëla Watteaux : Carole Lefèvre
- 2002 : La Source des Sarrazins de Denis Malleval : Béatrice de Lagny
- 2004 : Pardon d'Alain Schwarzstein : Clémence
- 2013 : Le Bonheur sinon rien ! de Régis Musset : Fleur Miller
- 2018 : Inavouable de Serge Khalfon : Clémence

#### Séries télévisées
- 1972 : Le Jeune Fabre de Cécile Aubry
- 1974 : Paul et Virginie  de Pierre Gaspard-Huit : Virginie
- 1977 : Aurore et Victorien : Aurore de Réquistat
- 1978 : Les Amours sous la Révolution, épisode 4 dans une prison : Delphine de Custine
- 1978 : Commissaire Moulin, épisode 11 Intox : Corinne
- 1981 : Pause café de Serge Leroy : Joëlle Mazart
- 1982 : Joëlle Mazart de Jean-Claude Charnay : Joëlle Mazart
- 1984 : Le Crime d'Ovide Plouffe de Denys Arcand, 6 épisodes : Marie
- 1989 : Pause-café pause-tendresse de Serge Leroy : Joëlle Calvet
- 1990 : Sentiments de François Luciani  (épisode : Notre Juliette) : Marie
- 1993 : Des héros ordinaires d'Yvan Butler, épisode Les Saigneurs : Helen
- 1996 : Loin des yeux de Christian Faure  : Raphaëlle Verdier
- 1997 : Sud lointain : Catherine Tannere
- 1998 : Manège de Charlotte Brändström : Marine Dervin
- 1995-2001 : Madame le Consul : Alice Beaulieu
- 2001-2003 : Docteur Claire Bellac  (3 épisodes) : Claire Bellac
- 2006 : Les Secrets du volcan : Cristina Mahé
- 2007 : Commissaire Cordier d'Alain Page, saison 3 épisode 2 Scoop mortel d'Olivier Langlois : Fanny Vissac
- 2011 : Section de recherches, saison 5 épisode 5 Sauveteurs : Eve
- 2014 : RIS police scientifique, saison 9 épisode 5 La Gorgone : Christine
- 2016 : Camping Paradis, épisode La Colo au camping : Caro
- 2019 : Philharmonia : Martine Badiou
- 2019 : Léo Mattéï, Brigade des mineurs, saison 6 épisodes 5 et 6 : Docteur Fabre
- 2019-2022 : Demain nous appartient : Anne-Marie Lazzari (épisodes 504 à 624 et 815 à 853 ; 1226 à 1256)
- 2021 : Léo Mattéï, Brigade des mineurs, saison 8  (6 épisodes) : Docteur Fabre
- 2023 : Scènes de ménages, prime-time Ça se Corse… : Monique
- 2025 : Camping Paradis : Madeleine Chapiron (épisode Grains de sable au Paradis)

#### Publicité
- Madrange (années 1980)
- Fruit d'or (2007), conçue par Vincent de Brus
- Volvic au profit de l'UNICEF  1L=10L
- Fruit d'or (2009)

## Théâtre
- 1973 : L'École des femmes de Molière, mise en scène Richard Vachoux (de), Comédie de Genève
- 1974 : De l'influence des rayons gamma sur le comportement des marguerites de Paul Zindel, mise en scène Michel Fagadau, Théâtre La Bruyère
- 1977 : Le Météore de Friedrich Dürrenmatt, mise en scène Gabriel Garran, Théâtre de la Commune
- 1991 : Pleins Feux de Mary Orr, mise en scène Éric Civanyan, Théâtre de la Michodière
- 1992 : Pleins Feux de Mary Orr, mise en scène Éric Civanyan, Théâtre Antoine, tournée jusqu'en 1993
- 2004 : Les Monologues du vagin d'Eve Ensler, mise en scène Isabelle Rattier
- 2004 : Avis de tempête de Dany Laurent, mise en scène Jean-Luc Moreau, Théâtre des Variétés, tournée
- 2007 : Avec deux ailes de Danielle Mathieu-Bouillon, mise en scène Anne Bourgeois, avec Jean-Michel Dupuis, Productions Artémis Diffusion
- 2008 : Avec deux ailes de Danielle Mathieu-Bouillon, mise en scène Anne Bourgeois, reprise au Petit Théâtre de Paris
- 2011 : Personne n'est parfait de Simon Williams, mise en scène Alain Sachs, Théâtre des Bouffes Parisiens avec Jean-Luc Reichmann
- 2015 : Père et manque de Pascale Lécosse, mise en scène Olivier Macé, tournée
- 2018 : Inavouable, d'Éric Assous, mise en scène Jean-Luc Moreau, La Coupole (Cité Internationale)
- 2024 : Un atelier pour deux, de Laurence Jyl, mise en scène Jean-Luc Moreau, Théâtre de Passy

## Discographie

### 45 tours
- 1980 : On entre dans la vie, chanson de la série télévisée Pause café (en face B du générique Tous les enfants ont besoin de rêver)
- 1982 : J'ai fait l'amour avec la mer (Véronique Jannot/Pierre Bachelet) / Comédie comédie (Véronique Jannot/Jean-Pierre Lang/Pierre Bachelet)
- 1983 : C'est trop facile de dire je t'aime (Véronique Jannot/Pierre Bachelet/Bernard Levitte) / La première scène (Jean-Pierre Lang /Pierre Bachelet/F. Rolland/Bernard Levitte)
- 1984 : Désir, désir (parties 1 et 2) et J'étais comme ça : duos avec Laurent Voulzy (Alain Souchon/Laurent Voulzy)
- 1985 : Desire, desire (version anglaise)
- 1985 : Si t'as pas compris (Jean-Pierre Lang /Pierre Bachelet) / Vague à l'âme (Véronique Jannot/Pierre Bachelet)
- 1986 : Ma repentance (Gilles De Loonois/Pierre Bachelet/Bernard Levitte)  / Fragile (Véronique Jannot/Michel Jouveaux/Bernard Levitte)
- 1988 : Mon héros préféré, chanson du générique de Pause-café pause-tendresse (Francis Lai/Pierre Grosz)
- 1988 : Aviateur (Alain Souchon/Laurent Voulzy) / Chagrin (Véronique Jannot/Laurent Voulzy)
- 1989 : Love me encore (Véronique Jannot/Michel Jouveaux/Romano Musumarra/Roberto Zanelli) / Reviens me dire (Romano Musumarra/Véronique Jannot/Michel Jouveaux)

### Maxi 45 tours
- 1984 : Désir, désir, comprend en face A les deux chansons du 45 tours et en face B J'étais comme ça.

### Albums et compilations
- 1988 : Aviateur (compilation)
- 2002 : Le meilleur de Véronique Jannot
- 2011 : Best of Collector : Véronique Jannot (Le meilleur des années 80)
- 2012 : Tout doux…, chansons et comptines pour l'éveil musical des tout-petits (avec la participation de Yannick Noah, Henri Salvador, Natasha St-Pier, Gérard Lenorman, LIM, rappeur auteur de l'un des textes[8], et Philippe Besombes, compositeur)
- 2022 : Rêve, album autoproduit 9 chansons disponible seulement sur le site de l'artiste[9].

### Participations
- 1981 : Émission Numéro un (10 janvier). Véronique Jannot danse sur la chanson Couleur menthe à l'eau d'Eddy Mitchell, avec la participation de Mort Shuman[10].
- 1982 : Typhon en duo avec Pierre Bachelet sur l'album Les Corons de ce dernier
- 1986 : L'Envers du monde, chanson au profit de la Fondation de France.
- 1989 : Pour toi Arménie, single collectif au profit du peuple arménien à la suite du tremblement de terre (Charles Aznavour/Georges Garvarentz).
- 1998 : L'Atlantique (toi, moi et la musique) en duo avec Pierre Bachelet sur l'album Un homme simple de ce dernier[11]
- 2000 : Les trois petits cochons (narratrice)
- 2015 : Martin et les Fées, conte musical.
- 2017 : L'École des fables, fables mises en musique.

## Distinctions
- 1988 :  Argent pour le single Aviateur.
- 1998 : 7 d'or de la Meilleure comédienne dans un téléfilm pour C'est l'homme de ma vie.

## Publications

### Ouvrages
- Derrière l'image (illustré par Piem), Carrère / Michel Lafon, 1986   (ISBN 2-86804-350-X).
- Trouver le chemin, éd. Michel Lafon, 2005  (ISBN 978-2-74990257-9).
- Trouver le chemin en livre audio lu par Véronique Jannot (2010), éd. Livrior .
- Dakinis, le Féminin de la Sagesse, film documentaire de 92 min écrit et réalisé par Véronique Jannot, coffret DVD et CD, 2010 [12] Skanda Productions.
- Tibet, l'Espoir dans l'exil, avec le dessinateur Philippe Glogowski, Signe, 2011  (ISBN 978-2-74682627-4).
- Au fil de l'autre, voir la vie autrement, éd. Michel Lafon, 2015,  (ISBN 978-2749924458).
- Le présent est mon refuge[13], éd. XO, 2023,  (ISBN 978-2374486239).

### Préface
- Hermès Garanger, Lama à 19 ans… Et après ? (éditions Claire Lumière), 2018[14].
- Jean-Pierre Chometon, La vie est un chemin sans fin et sans limite (Editions Hélios), 2025